# Thomas Keil (Entomologe)
Thomas Keil (* 1956 in Dresden) ist ein Entomologe, der sich auf Widderchen spezialisiert hat.

## Leben
In seiner Jugend war er Mitglied des Jugendklubs Zoologie des Museums für Tierkunde Dresden. 1983 spezialisierte er sich auf Widderchen. Für seine Forschung reiste er u. a. nach Kasachstan und dem Kaukasus. 1997 besuchte er erstmals den Iran. Nach etlichen Besuchen hatte er dort 13 neue Arten entdeckt und beschrieben. 
1990 beendete er sein Studium der Ökonomie des Gesundheitswesens und gründete mit seiner Frau ein Unternehmen für Medizinprodukte. Das Unternehmen wuchs und hatte vor dem Verkauf an die Gesundheits GmbH Deutschland 150 Mitarbeiter.
Er ist Vorsitzender der NABU-Fachgruppe Entomologie Dresden.

## Veröffentlichungen
- Dendritic membrane from insect olfactory hairs: Isolation method and electron microscopic observations, mit Ulla Klein, in Cellular and Molecular Neurobiology, Januar 1985, DOI:10.1007/BF00733599
- Fine structure of a developing insect olfactory organ: Morphogenesis of the silkmoth antenna, in Microscopy Research and Technique 22, DOI:10.1002/jemt.1070220405
- Dynamics of ‘immotile’ olfactory cilia in the silkmoth Antheraea, September 1993, in Tissue and Cell 25, DOI:10.1016/0040-8166(93)90010-I, DOI:10.1016/S0040-8166(95)80048-4
- Morphogenesis of the antenna of the male silkmoth, Antheraea polyphemus. V. Development of the peripheral nervous system, mit Cornelia Steiner, in Tissue and Cell 27, Juli 1995
- Die Widderchen des Iran: Biologie und Verbreitung, 2014, ISSN 0232-5535
- Die Widderchen Mittelasiens: Biologie und Verbreitung, 2015, ISSN 0232-5535

## Auszeichnungen
- 2015: Fabricius-Medaille der Deutschen Gesellschaft für allgemeine und angewandte Entomologie[4]